# Handleyomys
Handleyomys là một chi động vật có vú trong họ Cricetidae, bộ Gặm nhấm. Chi này được Voss, Gómez-Laverde, và Pacheco miêu tả năm 2002. Loài điển hình của chi này là Aepeomys fuscatus J. A. Allen, 1912.

## Các loài
Chi này gồm các loài: